# Te Hoe (rivière)
La rivière Te Hoe  (anglais : Te Hoe River) est un cours d’eau de la région de Hawke's Bay dans l’Île du Nord de la Nouvelle-Zélande.

## Géographie
Elle s’écoule vers le sud à partir de sa source à l’ouest du lac Waikaremoana pour atteindre le fleuve Mohaka à 20 km au nord du lac Tutira (en).

### Paléontologie
En 1999, la paléontologue Joan Wiffen découvrit une vertèbre de titanosaure dans un affluent de la rivière « Te Hoe » .